# Ameen Al-Dakhil
Ameen Al-Dakhil (Bagdad, 6 de marzo de 2002) es un futbolista belga-iraquí que juega de defensa en el VfB Stuttgart de la 1. Bundesliga.

## Trayectoria
Al-Dakhil comenzó su carrera deportiva en el Standard de Lieja, con quien debutó el 23 de julio de 2021 en un partido de la Primera División de Bélgica frente al K. R. C. Genk.
El 31 de enero de 2022 fichó por el Sint-Truidense. Casi un año después, el 13 de enero de 2023, fue traspasado al Burnley F. C. Con este equipo disputó trece partidos y marcó un gol en la Premier League antes de marcharse en agosto de 2024 a Alemania para jugar en el VfB Stuttgart.

## Selección nacional
Fue internacional sub-17, sub-18 y sub-21 con la selección de fútbol de Bélgica. Con la absoluta hizo su debut el 17 de junio de 2023 en un encuentro de clasificación para la Eurocopa 2024 ante Austria que finalizó en empate a uno.

## Clubes
| Club              | País       | Año       |
| ----------------- | ---------- | --------- |
| Standard de Lieja | Bélgica    | 2021-2022 |
| Sint-Truidense    | Bélgica    | 2022-2023 |
| Burnley F. C.     | Inglaterra | 2023-2024 |
| VfB Stuttgart     | Alemania   | 2024-     |

## Palmarés

### Campeonatos nacionales
| Título           | Club          | País     | Año  |
| ---------------- | ------------- | -------- | ---- |
| Copa de Alemania | VfB Stuttgart | Alemania | 2025 |